# انتخابات الرئاسة الجورجية 2018
انتخابات الرئاسة الجورجية 2018 هي الانتخابات الرئاسية التي جرت في أكتوبر 2018، لانتخاب رئيس/ة جورجيا، فاز بالانتخابات سالوميه زورابيشفيلي، حصل على 1147701 صوت.

## المرشحين
| المرشح              | الحزب                    | عدد الأصوات |
| ------------------- | ------------------------ | ----------- |
| سالوميه زورابيشفيلي | سياسي مستقل              | 1,147,701   |
| Grigol Vashadze ‏    | United National Movement | 780,680     |